# Russel·lita
La russel·lita és un mineral de la classe dels òxids, que pertany al grup de la koechlinita. Rep el nom en honor de Sir Arthur Edward Ian Montagu Russell (1878-1964) qui va ser potser el major col·leccionista de minerals britànic del segle xx.

## Característiques
La russel·lita és un òxid de fórmula química Bi₂WO₆. Cristal·litza en el sistema ortoròmbic. La seva duresa a l'escala de Mohs és 3,5. És el tungstat anàleg de la koechlinita i l'anàleg de bismut de tungstibita.
Segons la classificació de Nickel-Strunz, la russel·lita pertany a «04.De: Òxids i hidròxids amb proporció Metall:Oxigen = 1:2 i similars amb cations de mida mitjana; amb diversos poliedres» juntament amb els següents minerals: downeyita, koragoïta, koechlinita, tungstibita, tel·lurita, paratel·lurita, bismutotantalita, bismutocolumbita, cervantita, estibiotantalita, estibiocolumbita, clinocervantita i baddeleyita.

## Formació i jaciments
És un producte de l'alteració dels minerals primaris de bismut i de la wolframita. Va ser descoberta a la mina de Castle-an-Dinas, al districte de St Austell, a Cornualla (Anglaterra). També ha estat descrita en altres indrets d'Anglaterra i d'Irlanda del Nord, així com a Espanya, Alemanya, França, la República Txeca, Namíbia, el Kazakhstan, el Japó, la República Popular de la Xina, Austràlia i el Canadà.